# Guten Morgen (Film)
Guten Morgen (japanisch お早よう, Ohayō) ist ein japanischer Film aus dem Jahr 1959 des Regisseurs Yasujirō Ozu. Als Film zum Thema des beginnenden Fernsehens mit seinen erzieherischen Konflikten nimmt er eine Sonderstellung in Ozus Schaffen ein.

## Handlung
Der Film spielt in einem Vorort Tōkyōs. In der ersten Szene sieht man eine Gruppe von Schülern, die einander neckend, nach Hause gehen.
In einer Handlungslinie des Films geht es um finanzielle Beiträge zu einer lokalen Frauen-Vereinigung. Die Frauen in der Nachbarschaft gehen davon aus, dass ihre Beiträge bei der Vorsitzenden, Frau Haraguchi (Haruko Sugimura) eingegangen sind, was diese aber bestreitet. Die Frauen in der Nachbarschaft können sich vorstellen, dass Frau Haraguchi sich von dem Geld eine neue Waschmaschine gekauft hat. Daraufhin wirft Frau Haraguchi Frau Hayashi (Kuniko Miyake) vor, schlecht über sie zu reden. Frau Hayashi bekräftigt, dass sie das Geld Haraguchis Mutter gegeben habe. Später stellt sich heraus, dass Haraguchis Mutter (Eiko Miyoshi), die ziemlich alt und vergesslich ist, nur vergessen hat, das eingegangene Geld an die Tochter weiterzugeben. Mit der Entschuldigung Frau Haraguchis ist die Angelegenheit abgeschlossen.
In der Haupthandlung geht es darum, dass Schüler Fernseh-begeistert sind und dass sie bei einer Nachbarsfamilie die gerade laufende Übertragung eines Sumō-Turniers sehen könnten; aber die konservativen Eltern verbieten das, auch, weil die Nachbarn als Bohème angesehen werden. So soll die Frau Kabarett-Sängerin sein.
Daraufhin bedrängen die Jungs der Hayashi-Familie ihre Mutter, sie solle selbst ein Fernsehgerät anschaffen. Aber die Mutter lehnt das ab. Als der Vater Keitarō Hayashi (Chishū Ryū) das erfährt, mahnt er seine Söhne zur Ruhe. Der ältere Sohn, Minoru (Kōji Shitara), ist verärgert und sagt, die Erwachsenen sagten so inhaltslose Dinge wie „Guten Morgen“, ohne wirklich etwas damit zu meinen. Der Vater bekräftigt, die Jungs sollten still sein. Zurück in ihrem Zimmer beschließen die Jungs, still zu sein und in einen Sprechstreik zu treten. Sie ziehen los zur Schule, ohne ihren Nachbarn das übliche „Guten Morgen“ zu sagen.
Die erste, die davon betroffen ist, ist Frau Haraguchi. Verärgert mutmaßt sie, dass dies eine Rache von Frau Hayashi sei, für das Missverständnis mit den Beiträgen. Sie erzählt das der Klatschbase Tomita (Teruko Nagaoka), und bald entsteht die Meinung, Frau Hayashi sei eine sehr nachtragende Person. So gehen alle Nachbarinnen zu ihr und geben verärgert geliehene Dinge zurück.
Minoru und der jüngere Bruder Isamu (Masahiko Shimazu) setzen ihren Streik in der Schule fort, selbst gegenüber ihrem Nachhilfelehrer (Keiji Sada) für Englisch. Schließlich versucht der Direktor der Schule bei den Eltern herauszufinden, was der Grund des Schweigens der Jungs ist.
Am nächsten Tag laufen die beiden Jungs heimlich von zu Hause mit einem Topf Reis fort. Dabei werden sie aber von einem Polizisten überrascht. Sie laufen weg und verschwinden für Stunden am Abend, bis der Englischlehrer sie an einem kleinen Bahnhof findet, wo sie glücklich ferngesehen haben.
Dann finden die Jungs heraus, dass ihre Eltern tatsächlich ein Fernsehgerät gekauft haben, um den Nachbar (Taiji Tonoyama) bei seinem neuen Job als Verkäufer zu unterstützen. Hocherfreut beenden die beiden ihren Streik.
In der Schlussszene sieht man den Englischlehrer, zusammen mit der Tante der Jungs, auf einem Bahnsteig der Vorortbahn auf den Zug warten und ein Gespräch mit ihr beginnen. Der Inhalt ist ziemlich formal, aber man spürt den Beginn einer näheren Beziehung.

## Zum Film
Anders als in den meisten Filmen Ozus geht es in diesem weniger um die Probleme von Erwachsenen, sondern um die Wünsche von Kindern in einer sich ändernden Welt. Szenen-Aufbau und Kameraführung ist jedoch Ozu-typisch gestaltet: so übernimmt für den querlaufenden Flur oder die querlaufende Straße, mit denen sonst die Szene begrenzt wird, hier ein Deich die Funktion.
Einen Kinder-gemäßen Scherz erlaubt sich Ozu gleich in der ersten Szene, aber auch später im Film: die Kinder schlucken Mittel, um sich dann im Pupsen zu übertreffen.

## Kritik
Das Lexikon des internationalen Films schreibt: „Liebevoll gezeichnetes Bild des Alltags einer japanischen Familie; psychologisch einfühlsam, genau beobachtet und mit Humor beschrieben.“